# Martin Laas
Martin Laas (* 15. září 1993) je estonský profesionální silniční cyklista jezdící za UCI Continental tým Ferei Quick–Panda Podium Mongolia Team.

## Hlavní výsledky
2013
Národní šampionát
3. místo časovka do 23 let
3. místo Riga Grand Prix
2014
vítěz Grand Prix de Lignac
Baltic Chain Tour
4. místo celkově
2015
Kolem Estonska
 celkový vítěz
 vítěz bodovací soutěže
 vítěz soutěže mladých jezdců
vítěz 1. etapy
Tour du Loiret
vítěz 2. etapy
Mistrovství Evropy
6. místo silniční závod do 23 let
Kolem jen-čchengských přímořských mokřadů
10. místo celkově
10. místo Coppa dei Laghi-Trofeo Almar
2017
Národní šampionát
4. místo silniční závod
2018
Tour of Thailand
 vítěz bodovací soutěže
vítěz etap 4, 5 a 6
Tour of Japan
vítěz 8. etapy
Baltic Chain Tour
4. místo celkově
vítěz 1. etapy
2019
Kolem Tchaj-jüanu
 vítěz bodovací soutěže
vítěz etap 2, 3, 5 a 6
Tour de Korea
vítěz etap 2, 4 a 5
Tour of Thailand
vítěz 6. etapy
2. místo Grand Prix Minsk
Národní šampionát
4. místo silniční závod
2020
Okolo Slovenska
 vítěz bodovací soutěže
vítěz etap 1a a 3
2021
Arctic Race of Norway
vítěz 2. etapy
Kolem Estonska
2. místo celkově
 vítěz bodovací soutěže
vítěz 2. etapy
3. místo Clásica de Almería
3. místo Kampioenschap van Vlaanderen
2022
Baltic Chain Tour
2. místo celkově
 vítěz bodovací soutěže
vítěz etap 2 a 4
Národní šampionát
5. místo silniční závod
2023
Tour of Sakarya
 celkový vítěz
vítěz 3. etapy

### Výsledky na Grand Tours
| Grand Tour      | 2020 | 2021 |
| --------------- | ---- | ---- |
| Giro d'Italia   | —    | —    |
| Tour de France  | —    | —    |
| Vuelta a España | 140  | 140  |

| —   | Nezúčastnil se |
| DNF | Nedokončil     |